# شيح أرمني
شِيح أَرْمَنيّ  (باللاتينيَّة: Artemisia pontica ويُسمّى باللّغة الإنجليزيَّة «الأَفِسَنتين الصّغير» Small Absinthe بسبب صغر حجمه، وأوراقه عن سائر أنواع الشيح). نوع من أنواع الشيح، وهو بَجلَة مُعَمَّرة، تعلو نحو 100 سم عن وجه الأرض، ساقها وفروعها زبّاء اللِّحاء، قُطنيَّة الشَّكل. أوراقها قاتمة الخضار، ثلاثيَّة الانقسام، ضعيفة العرف (أي: الرّائحة). أزهارُها عُنقوديَّة، مُستَدِقَّة، مُتدلِّيَة. يستمرُّ ازهرارها من شهر آب إلى تشرين. ينتشر هذا النّوع من الشيح في شمال شرق أوروبا، وتعود تسميته بهذ الاسم: شيح أرمني بسبب انتشاره على شواطئ البحر الأسود، أو في منطقة البُنْطُس، ومن هنا جاء اسمه باللاتينيَّة Artemisia pontica أي: شيح البُنطُس. ولكن مناطق نموّه تشمل اليوم أوراسيا، من فرنسا وحتّى سِنجان، بل إنّهُ موجود في براري أمريكا الشمالية.

## استعمالاته
يُستخدم هذا الشّيح في إنتاج شراب الأَفِسَنْتين، وتعطير نبيذ الفيرموت.